# 대한민국 민법 제30조
대한민국 민법 제30조는 동시사망에 대한 민법총칙 조문이다.

## 조문
제30조(동시사망) 2인 이상이 동일한 위난으로 사망한 경우에는 동시에 사망한 것으로 추정한다.

第30條(同時死亡) 2人 以上이 同一한 危難으로 死亡한 境遇에는 同時에 死亡한 것으로 推定한다.

## 비교 조문
일본민법 제32조의2 동시사망의 추정 수인의 자가 사망한 경우에 있어서 그 중의 1인이 다른 자의 사망후에 여전히 생존하고 있던 것이 명확하지 아니한 때에는 이들은 동시에 사망한 것으로 추정한다.

## 해설
이 규정의 목적은 사망의 시기에 대한 증명이 곤란한 경우를 대비하기 위한 것으로, 동시사망에 관한 규정을 두지 않으면 사실상 먼저 이의를 차지하는 자가 보호된다는 불합리한 결과가 초래되기 때문이다
미국에는 공통동시사망법(Uniform Simultaneous Death Act)이 있어서 120시간 내에 상속인이 사망한 경우, 상속인이 피상속인과 같이 사망한 것으로 추정한다.

## 사례
삼풍백화점 사고처럼 甲에게는 배우자 乙, 노모 丙 그리고 자녀 A가 있는데 甲이 자녀 A와 함께 백화점에서 쇼핑을 하던 중 건물의 붕괴로 모두 사망하였다든지, 배를 타고 가다가 배가 침몰하여 사망한 경우에 이들 증 누가 먼저 사망하였는지에 따라서 상속권자가 달라지게 된다. 하지만 동일한 위난으로 2인 이상이 사망한 경우 누가 먼저 사망하였는지 알기란 어렵기 때문에 불합리한 결과를 방지하고 본 조문이 적용된다.

## 판례

### 충분하고 명백한 반증
- 민법 제30조에 의하면, 2인 이상이 동일한 위난으로 사망한 경우에는 동시에 사망한 것으로 추정하도록 규정하고 있는바, 이 추정은 법률상 추정으로서 이를 번복하기 위하여는 동일한 위난으로 사망하였다는 전제사실에 대하여 법원의 확신을 흔들리게 하는 반증을 제출하거나 또는 각자 다른 시각에 사망하였다는 점에 대하여 법원에 확신을 줄 수 있는 본증을 제출하여야 하는데, 이 경우 사망의 선후에 의하여 관계인들의 법적 지위에 중대한 영향을 미치는 점을 감안할 때 충분하고도 명백한 입증이 없는 한 위 추정은 깨어지지 아니한다고 보아야 한다[2]
- 원래 대습상속제도는 대습자의 상속에 대한 기대를 보호함으로써 공평을 꾀하고 생존 배우자의 생계를 보장하여 주려는 것이고, 또한 동시사망 추정규정도 자연과학적으로 엄밀한 의미의 동시사망은 상상하기 어려운 것이나 사망의 선후를 입증할 수 없는 경우 동시에 사망한 것으로 다루는 것이 결과에 있어 가장 공평하고 합리적이라는 데에 그 입법 취지가 있는 것인바, 상속인이 될 직계비속이나 형제자매(피대습자)의 직계비속 또는 배우자(대습자)는 피대습자가 상속개시 전에 사망한 경우에는 대습상속을 하고, 피대습자가 상속개시 후에 사망한 경우에는 피대습자를 거쳐 피상속인의 재산을 본위상속을 하므로 두 경우 모두 상속을 하는데, 만일 피대습자가 피상속인의 사망, 즉 상속개시와 동시에 사망한 것으로 추정되는 경우에만 그 직계비속 또는 배우자가 본위상속과 대습상속의 어느 쪽도 하지 못하게 된다면 동시사망 추정 이외의 경우에 비하여 현저히 불공평하고 불합리한 것이라 할 것이고, 이는 앞서 본 대습상속제도 및 동시사망 추정규정의 입법 취지에도 반하는 것이므로, 민법 제1001조의 '상속인이 될 직계비속이 상속개시 전에 사망한 경우'에는 '상속인이 될 직계비속이 상속개시와 동시에 사망한 것으로 추정되는 경우'도 포함하는 것으로 합목적적으로 해석함이 상당하다[3].

## 참고 문헌
- 오현수, 일본민법, 진원사, 2014. ISBN 978-89-6346-345-2
- 오세경, 대법전, 법전출판사, 2014 ISBN 978-89-262-1027-7
- 이준현, LOGOS 민법 조문판례집, 미래가치, 2015. ISBN 979-1-155-02086-9

## 같이 보기
- 동시사망
- 삼풍백화점 붕괴 사고
- 대한항공 801편 추락 사고
- 대습상속